# Киванука, Майкл

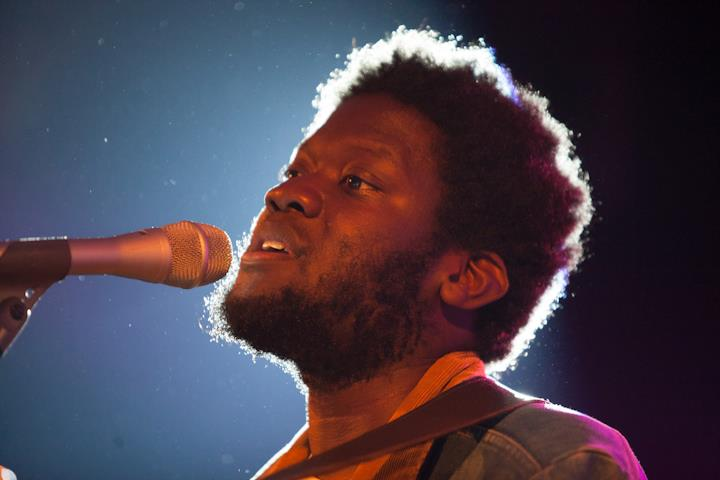
Майкл Киванука в 2012 году

Майкл Сэ́мюэл Кивану́ка (англ. Michael Samuel Kiwanuka; 1987) — британский соул-певец и гитарист, записывающийся на студии «Полидор рекордз». Его музыку сравнивали с творчеством Билла Уизерса и Отиса Реддинга, а также Ван Моррисона и The Temptations. Он стал лидером Sound of 2012 — ежегодного опроса, проводимого «Би-би-си».

## Биография
Киванука вырос в Мазуэлл-Хилле, пригороде Лондона; его родители родом из Уганды. В школьные годы играл в рок-группах, а в 16 лет перебрался в Хакни, где посещал студию исполнителя Labrinth. Он начал сочинять собственные песни, которые сначала намеревался отдавать другим музыкантам, но в итоге сам стал исполнять их.
Его дебютный мини-альбом Tell Me A Tale был выпущен 13 июня 2011 года. Киванука выступал на разогреве у певицы Адель в её турне и на концерте в рамках iTunes Festival; также принимал участие в фестивале Hard Rock Calling.
12 марта 2012 года вышел дебютный альбом Home Again. В хит-параде Великобритании он дебютировал на четвёртом месте и в сентябре того же года был номинирован на премию Mercury Prize.

## Дискография

### Студийные альбомы
- Home Again (2012)
- Love & Hate (2016)
- Kiwanuka (2019)
- Small Changes (2024)

### Мини-альбомы
- iTunes Festival: London 2011 (2011)

### Синглы
- Tell Me A Tale EP (2011)
- I’m Getting Ready EP (2011)
- Home Again EP (2012)

## Награды и номинации
| Год  | Организация             | Награда                   | Работа      | Результат                         |
| ---- | ----------------------- | ------------------------- | ----------- | --------------------------------- |
| 2011 | BBC                     | Sound of 2012             | н/д         | Победа                            |
| 2012 | Brit Awards             | Critics' Choice           | н/д         | Номинация                         |
| 2012 | Barclaycard             | Mercury Prize             | Home Again  | Номинация                         |
| 2012 | MTV Europe Music Awards | Best Push Act             | н/д         | Номинация                         |
| 2016 | Hyundai                 | Mercury Prize             | Love & Hate | Номинация                         |
| 2016 | Q Awards                | Best Solo Artist          | н/д         | Номинация                         |
| 2016 | MOBO Awards             | Best Album                | Love & Hate | Номинация                         |
| 2016 | MOBO Awards             | Best R&B / Soul Act       | н/д         | Номинация                         |
| 2016 | LOS40 Music Awards      | Critics' Award            | н/д         | Победа Ex aequo с Love of Lesbian |
| 2016 | BBC Music Awards        | Album of the Year         | Love & Hate | Номинация                         |
| 2017 | Brit Awards             | British Male Solo Artist  | н/д         | Номинация                         |
| 2017 | Worldwide Awards        | Album of the Year         | Love & Hate | Победа                            |
| 2017 | HiPipo Music Awards     | Best Global Act           | Love & Hate | Победа                            |
| 2019 | Rough Trade             | Albums of the Year        | Kiwanuka    | included                          |
| 2019 | BBC Radio 6 Music       | Albums of the Year        | Kiwanuka    | #3                                |
| 2020 | Brit Awards             | British Male Solo Artist  | н/д         | Номинация                         |
| 2020 | Brit Awards             | British Album of the Year | Kiwanuka    | Номинация                         |
| 2020 | Hyundai                 | Mercury Prize             | Kiwanuka    | Победа                            |
| 2020 | Grammy Awards           | Best Rock Album           | Kiwanuka    | Nominated                         |